# Kerstin Olsson
Anna Kerstin Olsson, född 22 april 1942 i Stockholm, är en svensk veterinär.
Olsson, som är dotter till livmedikus Werner Olsson och sjuksköterskan Agnes Johansson, avlade veterinärexamen i Stockholm 1967 och blev  veterinärmedicine doktor 1969, docent i fysiologi vid Veterinärhögskolan i Stockholm samma år, tillförordnad biträdande professor 1975 och biträdande professor 1979. Hon var amanuens och assistent vid Veterinärhögskolan 1963–1979 och blev professor i husdjurens fysiologi vid Sveriges lantbruksuniversitet 1979. 
Olsson var styrelseledamot i Sällskapet för veterinärmedicinsk forskning 1981–1990, president i Scandlas 1984–1985, ledamot av Medicinska forskningsrådets prioriteringskommitté 1984–1990 och 1992–1995, styrelseledamot i Skogs- och jordbrukets forskningsråd 1991–1993, ordförande i Nämnden för försöksdjursvetenskap 1992–1995, styrelseledamot i Statens veterinärmedicinska anstalt från 1995, ledamot av Gentekniknämnden från 1995. Hon är ledamot av Kungliga Vetenskapssocieteten i Uppsala och av Kungliga Skogs- och lantbruksakademien. Hon har författat skrifter i fysiologi, särskilt om regleringen av vätskebalans och blodtryck under dräktighet och laktation.